# ZyXEL Elite 2864

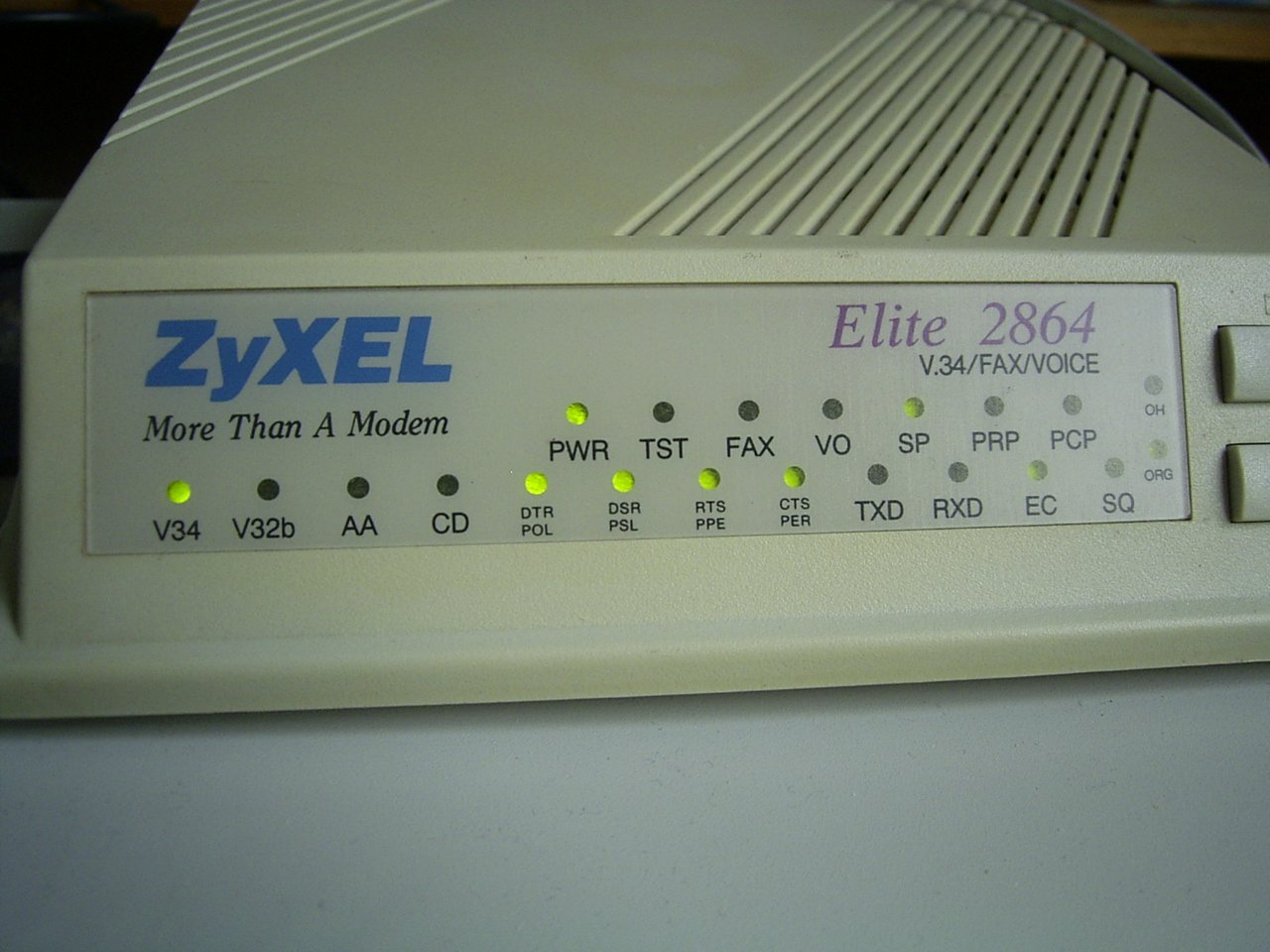
Le modem Elite 2864, commercialisé de 1995 à 1999.

Le ZyXEL Elite 2864 est un modem analogique d'accès à internet par ligne commutée. Fabriqué et commercialisé par ZyXEL de 1995 à 1999, il était réputé être « le meilleur modem du monde », en particulier à l'époque où la majorité des utilisateurs accédaient à Internet et/ou aux BBS par modem analogique, c'est-à-dire dans les années 90.
Il était par défaut compatible avec les normes V.34, V.32bis, V.42bis, V.17 et G3 Fax. Cela signifiait un débit maximal de 28,8 kbit/s.
Contrairement à la majorité des autres modems, dont la vitesse de connexion ne pouvait être augmentée, il était possible d'effectuer une mise à niveau (upgrade) du firmware du ZyXEL Elite 2864. Il était ainsi possible de le rendre compatible avec la norme V.90, c'est-à-dire la vitesse maximale pour un modem analogique : 56 kbit/s.
Le modèle Elite 2864I était compatible avec l'architecture RNIS (ISDN).

## Exemple de session (commandes Hayes)
```
ATI1
35119

E2864  V 3.02     

OK
ATI2

   ZyXEL MODEMS LINK STATUS REPORT

   Chars Sent             9     Chars Received       1266
   Octets Sent           15     Octets Received       422
   Blocks Sent            3     Blocks Received        17
   Blocks Resent          0     Max Outstanding        15
   Max Block Size       256     Retrains Requested      0
   Link Duration          0     Retrains Granted        0
   FRN Requested          1     FRN Granted             0
   FCS Errors             1     Round Trip Delay       69
   Xmitter Underrun       0     Receiver Overrun        0

   Last Speed/Protocol     29333/28800/ARQ/V.90/V42b

   Disconnect Reason      local hang up 

OK

ATDT 02xxxxxxx 
CONNECT 115200/V.90 33333/V42b
~ÿ}#À!}!} *}"}&} }*} } }#}$À#}%}&€À}"}'}"}(}"}1}$}%ô}3}.}
!stack-groupàD~~ÿ}#À!}!} *}"}&} }*} } }#}$À#}%}&€À}"}'}"}
(}"}1}$}%ô}3}.}!stack-group7Ú~
+++
OK

ATI12

   ZyXEL MODEMS PHYSICAL LAYER STATUS REPORT

   Modulation mode   =  V.90 
   Tx Carrier        =  1920 Hz         Rx Carrier             =     0 Hz  
   Tx Baud Rate      =  3200 Baud       Rx Baud Rate           =  8000 Baud
   Tx Bit Rate       = 24000 bps        Rx Bit Rate            = 28000 bps 
   Tx Power          = -20.0 dBm        Rx Level               = -23.4 dBm 
   Phase Jitter      =   x.x degree     Frequency Offset       =   x.x Hz  
   SNR               =  35.2 dB         Round Trip Delay       =    29 ms  
   Near End Echo     = -xx.x dB         Far End Echo           = -xx.x dB  
   Nonlinear Encoder =   off            DPCM PCM Coding        =     A Law   
   Tx Shaping        =   min            APCM Codec Type        =     A Law   
   Trellis Encoder   =    16 state      Digital PAD Loss       =     0 dB    
   Tx Filter Index   =     6            TRN1d RMS Value        =  1FEE (Q13) 
   Tx Precoder Coefficients        = 0000  0000  0000  0000  0000  0000 
   Data Frame Intervals RBS status = I0:N  I1:N  I2:N  I3:N  I4:N  I5:N 

OK

```